# Zaporiżżia
Zaporiżżia (ukr. Запоріжжя) (U01) – okręt podwodny projektu 641 (w kodzie NATO: typu Foxtrot) Marynarki Wojennej Ukrainy. Początkowo służył od 1970 roku w marynarce wojennej ZSRR jako B-435, w 1997 roku przekazany został Ukrainie. W marcu 2014 r. został zagarnięty przez siły rosyjskie.

## Historia
Okręt powstał w Leningradzie jako 55. z kolei jednostka radzieckiego projektu 641 (w kodzie NATO Foxtrot) i otrzymał oznaczenie B-435. Stępkę położono 24 marca 1970 roku, 29 maja tego samego jednostkę zwodowano, a 6 listopada wcielono do Floty Północnej. Od 1990 roku okręt został przeniesiony do Floty Czarnomorskiej, ale nie znajdował się w czynnej służbie po tym, jak w 1995 roku awarii uległy akumulatory okrętu. Do tego czasu przepłynął 120 tysięcy Mm.

1 sierpnia 1997 roku okręt został przekazany Ukrainie w ramach podziału Floty Czarnomorskiej i jako U001 stał się tym samym jedynym okrętem podwodnym w dyspozycji ukraińskiej marynarki wojennej. Otrzymał nazwę „Zaporiżżia” (Zaporoże). Nadano mu znak burtowy U01, początkowo U001. Ze względu na brak potencjału militarnego tak szczupłych sił podwodnych oraz przestarzałą konstrukcję, okręt przeznaczony został na jednostkę szkoleniową dla przyszłych kadr. Początkowo rząd tego kraju nie miał skonkretyzowanych planów względem jednostki, ale ostatecznie w marcu 2003 roku jednostka została skierowana do remontu w 13. Okrętowych Zakładach Remontowych Rosyjskiej Floty Czarnomorskiej, który z powodu problemów finansowych i technicznych trwał 9 lat. Wymieniono między innymi baterię akumulatorów, wały napędowe i 40% poszycia. W międzyczasie w 2007 roku planowano nawet sprzedaż okrętu Libii.
Okręt opuścił stocznię 20 marca 2012 roku, a 18 lipca poinformowano o zakończeniu sukcesem pierwszego zanurzenia po remoncie. Na prośbę ukraińskiego ministerstwa obrony jednostka stacjonowała w rosyjskiej bazie morskiej w Sewastopolu, ponieważ Ukraina nie posiadała infrastruktury niezbędnej dla utrzymywania okrętu. Podczas aneksji Krymu przez Rosję ukraińska flota na Krymie została zablokowana przez Rosjan. Wieczorem 21 marca 2014 roku Rosjanie podjęli szturm na stacjonujący w Sewastopolu okręt, otoczywszy go i rzucając do wody granaty. Pełną kontrolę nad okrętem Rosjanie przejęli następnego dnia, gdy poddali się ukraińscy marynarze. Ukraińcom dano kilka godzin na decyzję o przejściu na stronę rosyjską. Na okręcie podniesiono banderę rosyjską i usunięto ukraińskie oznaczenia państwowe.
Po dokonaniu oceny stanu technicznego okrętu, Rosja ogłosiła decyzję o zwróceniu go marynarce ukraińskiej. Miał on być przeholowany do Odessy, gdyż nie jest zdolny do własnego ruchu. Mimo że w końcu nie został zwrócony stronie ukraińskiej, nie wszedł w skład rosyjskiej Floty Czarnomorskiej i władze rosyjskie w marcu 2016. ogłosiły zamiar przekształcenia okrętu w muzeum.
W marcu 2020 roku okręt nadal pozostawał pod kontrolą rosyjską, odstawiony w Sewastopolu. Dalszy status okrętu jest niejasny (2020).